# Rocca Silvana
La Rocca Silvana è un castello in rovina nei pressi del centro minerario di Selvena, nel comune di Castell'Azzara.

## Storia

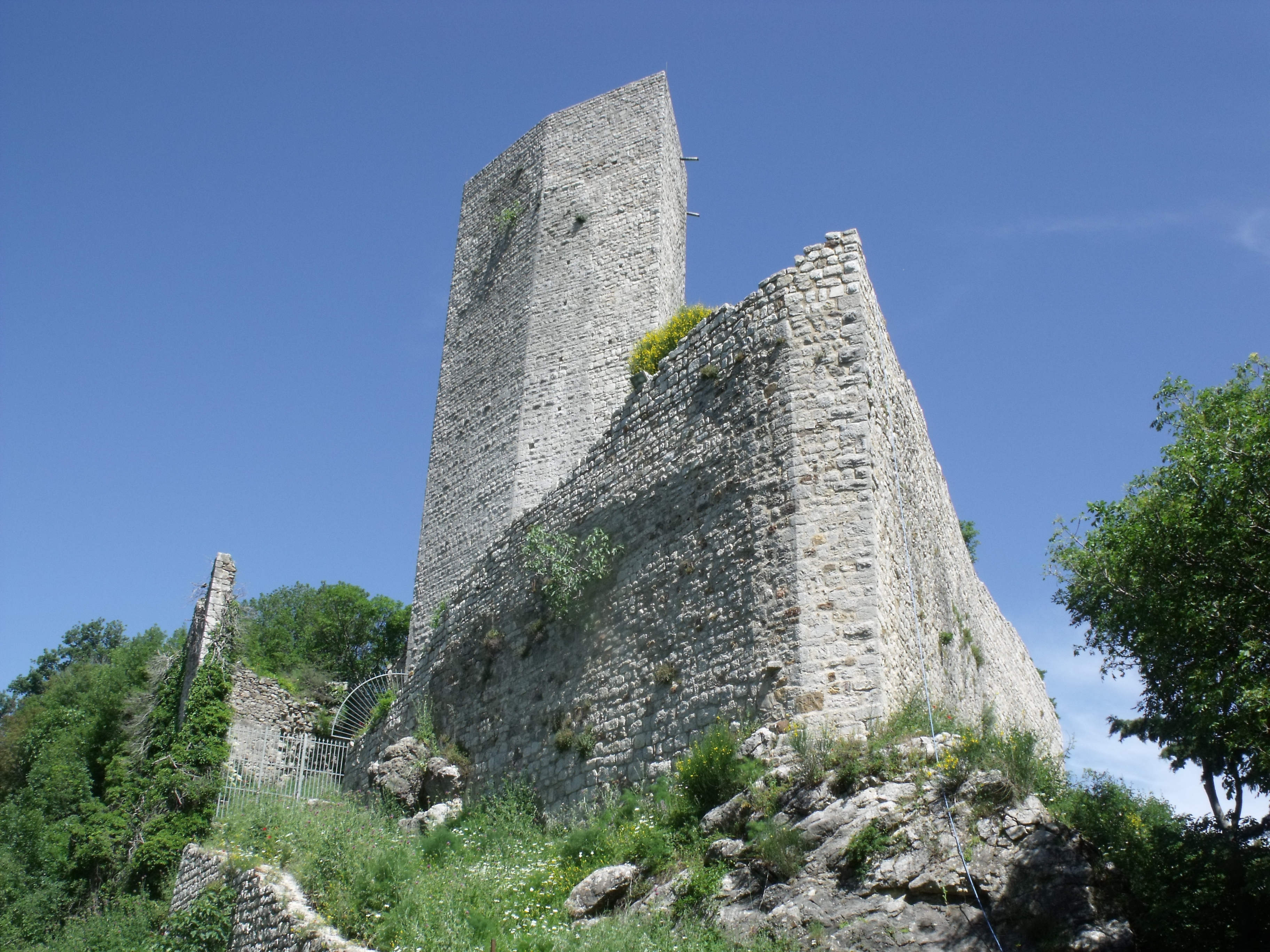

La rocca fu costruita nel corso del IX secolo ed era un antico possedimento dell'abbazia di San Salvatore al Monte Amiata.
Nei secoli successivi divenne proprietà della famiglia Aldobrandeschi, assumendo un ruolo strategico per il controllo e lo sfruttamento delle vicine miniere di cinabro ed entrando nelle mire espansionistiche di Siena, sotto la cui giurisdizione passò attorno alla metà del XIV secolo.
Tuttavia, il dominio senese non fu molto lungo, in quanto gli Orsini di Pitigliano riuscirono ad inglobare la fortificazione nella loro contea nei primi anni del XV secolo. La rocca entrò a far parte del Granducato di Toscana attorno alla metà del XVII secolo, assieme a tutti gli altri territori della Contea degli Orsini che, proprio in quest'epoca, scompariva definitivamente dallo scenario politico.
Da allora, la fortificazione fu gradualmente dismessa, andando incontro ad un lungo ed inesorabile declino che si è protratto fino agli ultimi anni del XX secolo, quando una serie di campagne di scavo e di interventi di restauro hanno permesso il recupero degli imponenti ruderi che testimoniano, ancora oggi, l'importanza della rocca nei secoli passati.

## Descrizione
Si trova sulla vetta di un monte, dal quale si domina la vasta area circostante. Nella parte bassa si estendeva il borgo, di cui rimangono le strutture murarie dei vari edifici, mentre nell'area sommitale si trova il palazzo signorile, a pianta quadrangolare, disposto su due livelli, presso il quale vi sono i resti di una cisterna per la raccolta e la distribuzione dell'acqua. Il complesso è costituito anche da due torri, di cui una situata di fianco all'antico cassero, presso il quale si trovava un'altra cisterna.